# 2XL Games
Ne doit pas être confondu avec XL Games.
2XL Games, Inc. était un studio de développement de jeux vidéo fondé en 2005 et basé à Phoenix dans l'État de l'Arizona.
En septembre 2008, 2XL Games sort le premier titre triple-A sur PlayStation 3 et Xbox 360 nommé Baja: Edge of Control. En avril 2009, 2XL Supercross (en) est le premier jeu pour mobile sorti par le studio sur iPhone et iPod touch. En octobre 2009, 2XL ATV Offroad (en) est le second jeu pour mobile sorti pour iPhone et iPod touch. En janvier 2010, 2XL Games développe X Games SnoCross (en) pour le X Games et ESPN, qui sort sur iPhone et iPod touch.

## Jeux
| Titre                         | Sortie | Plateformes             |
| ----------------------------- | ------ | ----------------------- |
| Baja: Edge of Control         | 2008   | Xbox 360, PlayStation 3 |
| 2XL Supercross (en)           | 2009   | iPhone, iPod touch      |
| 2XL ATV Offroad (en)          | 2009   | iPhone, iPod touch      |
| 2XL Fleet Defense (en)        | 2009   | iPhone, iPod touch      |
| X Games SnoCross (en)         | 2010   | iPhone, iPod touch      |
| 2XL TrophyLite Rally (en)     | 2010   | iPhone, iPod touch      |
| Jeremy McGrath's Offroad (en) | 2012   | Xbox 360, PlayStation 3 |